# Дилетти, Деймон
Деймон Лоуренс Дилетти (англ. Damon Laurance Diletti; род. 1 мая 1971, Перт) — австралийский хоккеист на траве, вратарь. Серебряный призёр летних Олимпийских игр 1992 года, двукратный бронзовый призёр летних Олимпийских игр 1996 и 2000 годов, бронзовый призёр чемпионата мира 1994 года.

## Биография
Деймон Дилетти родился 1 мая 1971 года в австралийском городе Перт.
По профессии электрик.
Учился в университете Западной Австралии в Перте, выступал за его команду по хоккею на траве. Впоследствии играл за «Смоукфри Вестерн Аустрелия Тандерстикс».
В 1992 году вошёл в состав сборной Австралии по хоккею на траве на летних Олимпийских играх в Барселоне и завоевал серебряную медаль. Играл на позиции вратаря, провёл 7 матчей.
В 1996 году вошёл в состав сборной Австралии по хоккею на траве на летних Олимпийских играх в Атланте и завоевал бронзовую медаль. Играл на позиции вратаря, провёл 2 матча.
В 1998 году завоевал золотую медаль хоккейного турнира Игр Содружества в Куала-Лумпуре.
В 2000 году вошёл в состав сборной Австралии по хоккею на траве на летних Олимпийских играх в Сиднее и завоевал бронзовую медаль. Играл на позиции вратаря, провёл 5 матчей.
Дважды участвовал в чемпионатах мира: в 1994 году в Сиднее выиграл бронзовую медаль, в 1998 году в Утрехте австралийцы заняли 4-е место.
Четыре раза выигрывал медали Трофея чемпионов: золотую в 1999 году в Брисбене, серебряные в 1992 году в Лахоре, в 1995 году в Берлине, в 1997 году в Аделаиде.
В течение карьеры провёл за сборную Австралии 133 матча.